# Lito Vidigal
José Carlos Fernandes Vidigal (ur. 11 lipca 1969 w Luandzie) – angolski piłkarz, grał na pozycji obrońcy. Trener piłkarski.

## Kariera piłkarska
Vidigal grał całą karierę w Portugalii, reprezentując O Elvas CAD, SC Campomaiorense, CF Os Belenenses i CD Santa Clara, przechodząc na emeryturę w 2003 w wieku 34 lat, z 212 meczami w pierwszej i drugiej lidze portugalskiej.
W reprezentacji rozegrał 16 spotkań, z którą pojechał na Puchar Narodów Afryki 1998.

## Kariera trenerska
Niemal natychmiast po przejściu na emeryturę w 2004 roku, Vidigal zaczął prace jako trener, począwszy od skromnych AD Pontassolense i GD Ribeirão. W 2008 roku przeniósł się do Estrela Amadora, by po roku pracy przenieść się do Portimonense SC. Pod koniec października 2009 roku zastąpił Manuela Fernandesa na stanowisku trenera w União Leiria.
8 stycznia 2011 Vidigal został mianowany trenerem reprezentacji Angoli, którą prowadził do 2012 roku. Następnie trenował AEL Limassol oraz CF Os Belenenses, a w 2015 roku został szkoleniowcem drużyny FC Arouca.